# Sara van de Geer
Sara Anna van de Geer (7 de maig de 1958, Leiden) és una estadista i matemàtica neerlandesa que treballa com a professora al Departament de Matemàtiques de l'escola tècnica superior Eidgenössische Technische Hochschule (ETH Zuric) a Zuric. Entre 2015 i 2017, va ser presidenta de la Societat Bernoulli d'Estadística Matemàtica i Probabilitats.
Van de Geer és filla del psicòleg John P. van de Geer i de ?. L'any 1982, va obtenir un màster; i, l'any 1987, un doctorat en matemàtica, per la Universitat de Leiden. La seva dissertació de doctorat, titulada Regression Analysis and Empirical Processes, va ser supervisada, en conjunt, per Willem Rutger van Zwet i Richard D. Gill.
Entre 1987 a 1988, va ensenyar a la Universitat de Bristol; de 1989 a 1990, a la Universitat de Utrecht; de 1990 a 1997 a la Universitat de Leiden, i també de 1999 a 2005. De 1997 a 1999, a la Universitat Paul Sabatier de Tolosa de Llenguadoc, França, abans de mudar-se a l'Escola Politècnica Zuric l'any 2005.

## Honors i premis
- 2010: oradora convidada al Congrés Internacional de Matemàtics.[5]

### Membre de
- l'Acadèmia Alemanya de Ciències Leopoldina

- International Statistical Institute,

- Reial Acadèmia d'Arts i Ciències dels Països Baixos,

- Institut d'Estadística Matemàtica.[2][6][7]